# Резервите
„Резервите“ (на английски: The Benchwarmers) е американска спортна комедия от 2006 г., продуцирана от „Революшън Студиос“ и „Хепи Медисън Продъкшънс“, разпространена от „Кълъмбия Пикчърс“, режисирана от Денис Дюган, по сценарий на Алън Ковърт и Ник Суордън, с участието на Роб Шнайдер
Дейвид Спейд, Джон Хедър, Джон Ловиц, Крейг Килборн, Моли Симс и Тим Мийдоус.
Продължението, издадено директно на видео – Benchwarmers 2: Breaking Balls, е пуснато през януари 2019 г.